# Joe Bidewell
Joe Bidewell je americký hudebník–multiinstrumentalista (hráč na klávesové nástroje, kytaru a foukací harmoniku) a zpěvák.

## Kariéra
Narodil se v St. Louis. V roce 1966 založil společně s Blakem Travisem skupinu nazvanou The Soul Brothers. Dvojice spolu hrála i v sedmdesátých letech; rovněž vydali společné album Season of Happiness. V roce 1978 hrál Bidewell na albu The Nameless One písničkáře Jacka Hardyho. Koncem sedmdesátých let byl členem doprovodné skupiny velšského hudebníka Johna Calea. Z jejich spolupráce vzešlo koncertní album nazvané Sabotage/Live. Rovněž hrál ve studiové verzi písně „Mercenaries (Ready for War)“ vydané v roce 1980 jako singl. Později se věnoval sólové kariéře; v roce 2009 vydal album Coconut Haystacks. O tři roky později následovala deska Unconscious Arithmetic. Rovněž spolupracoval se skupinou Quichenight. Hrál na jejím albu Quichebeat 2015 (zpíval, hrál na kytaru a harmoniku v písni „Rock-n-Roll“).

## Sólová diskografie

### Sólová
- Season of Happiness
- Outside Looking In
- Victory Road (1989)
- Coconut Haystacks (2009)
- Unconscious Arithmetic (2012)

### Ostatní
- The Nameless One (Jack Hardy, 1978)
- Sabotage/Live (John Cale, 1979)
- Quichebeat 2015 (Quichenight, 2015)
- The Countdown (Richard Lloyd, 2018)
- Blues Troubadour (Kevin William Ball, 2018)
- Evidence Concerning Apparitions (Mike Lawson & Friends, 2020)